# Metriocampa
Metriocampa — рід прихованощелепних комах ряду двохвостів (Diplura).

## Поширення
Рід поширений на північному сході Азії та в Північній Америці.

## Види
До роду відносять 6 видів
- Metriocampa allocerca Conde and Geeraert, 1962
- Metriocampa aspinosa Allen, 2002
- Metriocampa hatchi Silvestri, 1933
- Metriocampa packardi Silvestri, 1912
- Metriocampa petrunkevitchi Silvestri, 1933
- Metriocampa vandykei Silvestri, 1933